# Монголкюре
Монголкюре (уйг.  موڭغۇلكۈرە ناھىيىسى‎, Mongğulküre Nahiyisi) или уезд Чжаосу (кит. упр. 昭苏县, пиньинь  Zhāosū Xiàn) — самый южный уезд в составе Или-Казахского автономного округа (ИКАО) Синьцзян-Уйгурского автономного района (СУАР) Китая. Казахско-уйгурское название переводится как «монгольский храм», китайское название составлено из иероглифов 昭 — «свет (вероучения)» и 苏 — «возрождение».

## География
На севере уезд граничит с Чапчал-Сибоским автономным уездом, на востоке — с уездом Текес, на юге — с округом Аксу, на западе — с Казахстаном (с Нарынкольским и Уйгурским районами Алматинской области).

## История
В 1884 году цинское правительство создало провинцию Синьцзян ("Новые земли"), ныне СУАР КНР, и с 1888 года данная территория Монголкюре вошла в состав уезда Нинъюань. В 1898 году здесь была возведена кумирня духа-хранителя. В 1932 году из уезда Нинъюань был выделен уезд Гунлю. В 1937 году из уезда Гунлю был выделен уезд Текес. В 1942 году из уезда Текес был выделен уезд Чжаосу.

## Административное деление
Уезд Монголкюре делится на 2 посёлок, 5 волостей и 3 национальные волости.

## Экономика
В уезде развиты разведение лошадей и сельский туризм. Каждое лето в Чжаосу проводится международный фестиваль конного туризма.

## Транспорт
В январе 2022 года введён в эксплуатацию высокогорный аэропорт Чжаосу-Тяньма.